# Ametzaga (Zuia)
Pour les articles homonymes, voir Ametzaga.

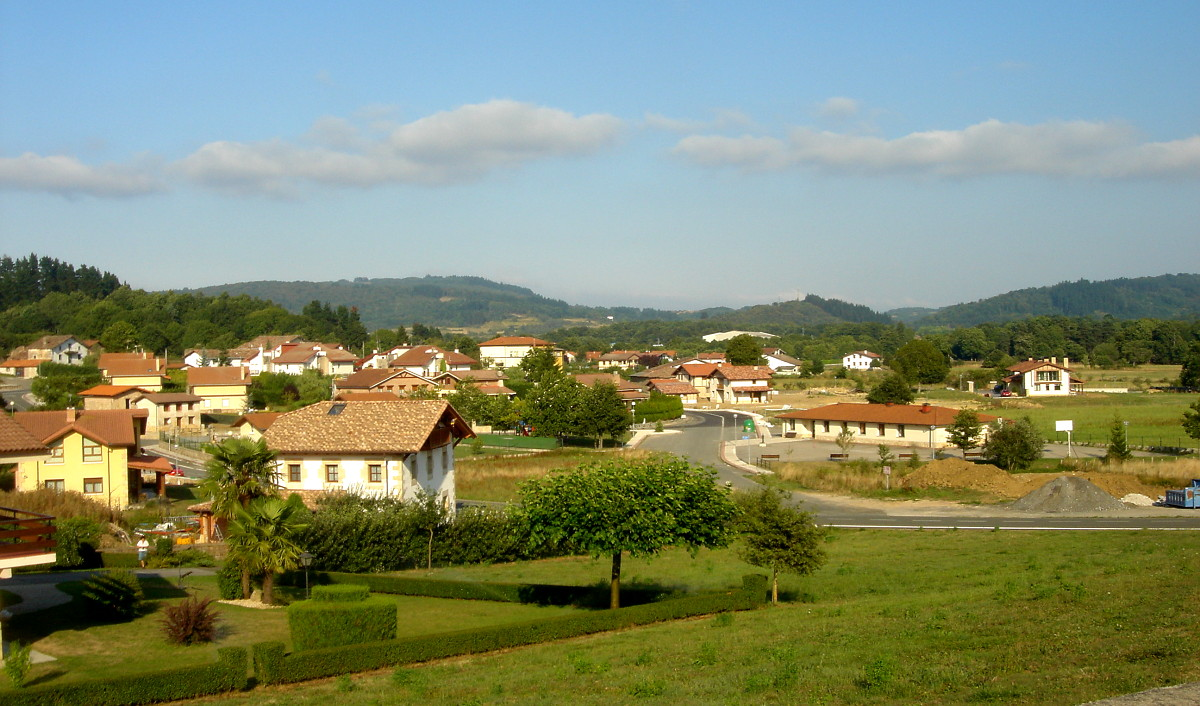
Vue d'Ametzaga

Ametzaga est une commune ou une contrée appartenant à la municipalité de Zuia dans la province d'Alava, située dans la Communauté autonome basque en Espagne.